# Schwarze Tigerotter
Die Schwarze Tigerotter (Notechis ater) ist eine von nur zwei Arten der Gattung der Tigerottern (Notechis), die zur Familie der Giftnattern (Elapidae) zählt. Ihre Verbreitung ist wie die der Gewöhnlichen Tigerotter (N. scutatus) auf das südliche Australien beschränkt.

## Merkmale
Die Schwarze Tigerotter erreicht eine Körperlänge von maximal etwa 1,50 Metern und ist dabei etwas länger als die Gewöhnliche Tigerotter mit bis etwa 1,20 Metern. Die Grundfärbung der Schwarzen Tigerotter ist immer lackschwarz, die Bauchseite ist heller grau bis ebenfalls schwarz gefärbt.
Charakteristisch ist für die Gattung das große, annähernd quadratische Frontalschild auf der Kopfoberseite. Das vordere Temporale ist ebenfalls sehr groß ausgebildet und mindestens so lang wie das Frontale. Subocularia fehlen, ein Internasale ist dagegen ausgebildet. Alle Körperschuppen sind glatt und bilden in der Körpermitte 17 und in seltenen Fällen bis 21 Schuppenreihen. Die Bauchseite wird von 155 bis 190 Ventralia gebildet. Sowohl das Analschild als auch die 40 bis 60 Subcaudalia sind ungeteilt.

## Verbreitung
Tigerottern finden sich ausschließlich im Süden Australiens, wobei sich die Verbreitungsgebiete beider Arten nicht überschneiden. Die Schwarze Tigerotter lebt an der südwestlichen Spitze von Western Australia sowie in den Flinders Ranges in South Australia, auf Tasmanien sowie auf weiteren Inseln vor der südaustralischen Küste.
Die Schlange lebt vor allem im Hochland und in Küstengebieten und ist dort in einer Reihe von unterschiedlichen Habitaten zu finden. Dabei trifft man sie sowohl in trockenen und steinigen Gebieten als auch im Marschland sowie den Dünenbereichen der Küste an.

## Lebensweise
Die Schwarze Tigerotter ist vor allem tag- und dämmerungsaktiv, Nachtaktivität kommt an besonders heißen Tagen vor. Sie ernährt sich vor allem von Fröschen und Kleinsäugern, einige Populationen sind auch als kannibalisch bekannt. Vor allem Inselpopulationen ernähren sich saisonal vom Nachwuchs der nistenden Seevögel. Der Nachwuchs kommt lebend auf die Welt, die Schlange ist entsprechend ovovivipar.

## Schlangengift

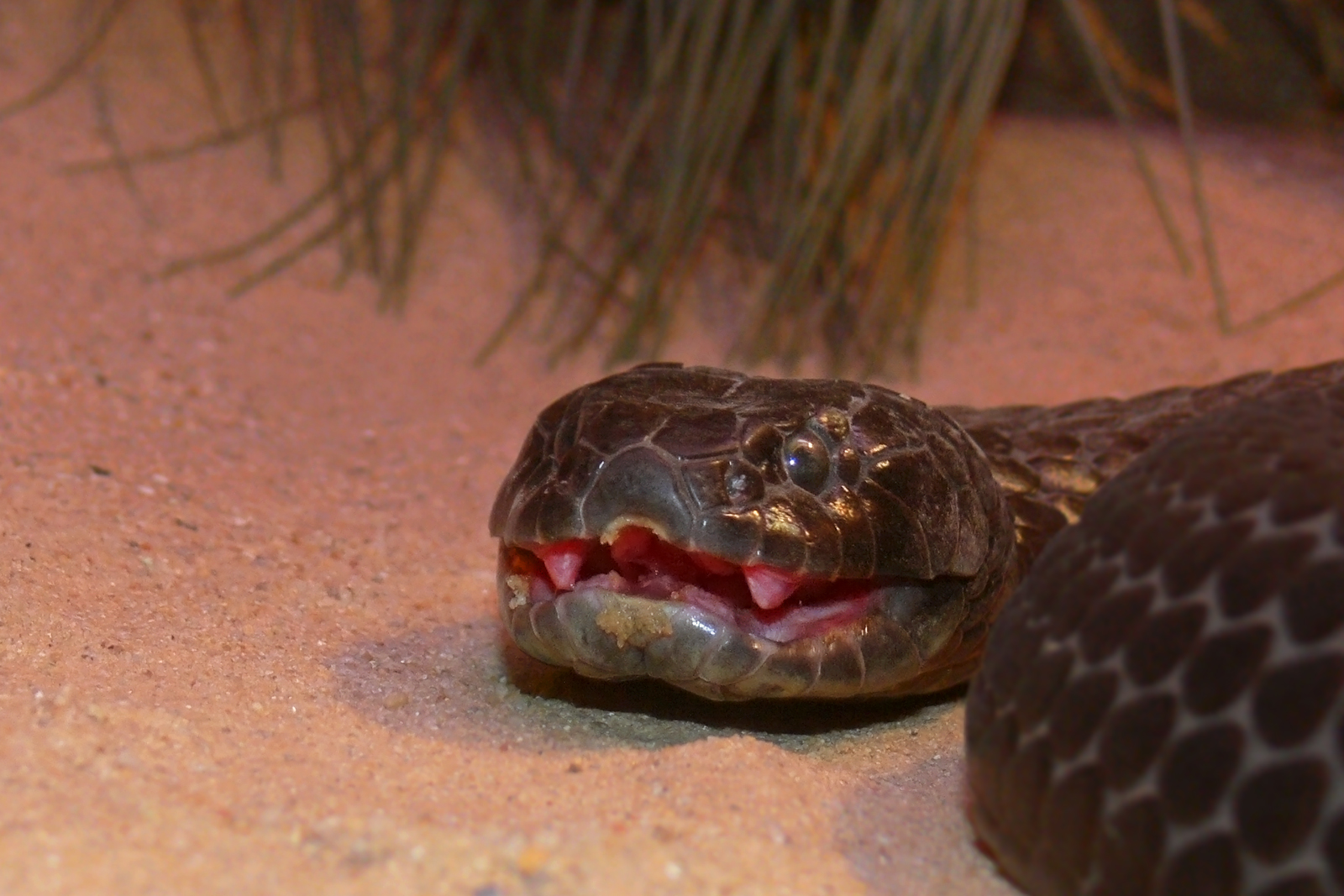
Tigerotter, Kopf und Giftzähne

Die Tigerottern werden als sehr gefährliche Schlangen betrachtet, da sie ein sehr potentes Gift besitzen und zudem häufig mit Menschen in Berührung kommen. Entsprechend ist ein sehr großer Anteil der tödlichen Schlangenbissunfälle Australiens auf die beiden Arten dieser Gattung zurückzuführen. Trotz dieser Zahlen gelten sie als wenig angriffslustig und attackieren nur bei Störungen.
Ein Antivenin gegen das Gift der Tigerottern wurde bereits sehr früh entwickelt und das Schlangengift ist in seiner Zusammensetzung und Wirkung sehr gut erforscht.